# Зовнішня політика Білорусі
Зовнішня політика Білорусі (біл. Зьнешняя палітыка Беларусі) — зовнішня політика і міжнародні відносини Республіки Білорусь, які належать до кола повноважень Президента Білорусі та білоруського міністерства закордонних справ.
Зовнішня політика Білорусі традиційно ґрунтується на геополітичному маневруванні між російським та західним векторами розвитку. Географічне положення Білорусі між Україною та країнами Балтії створює передумови геополітичної напруженості через особливу цінність цього регіону для зміцнення обороноздатності Росії.

## Присутність у міжнародних організаціях
Згідно з таємними перемовинами між СРСР і США, попередниця нинішньої Білорусі — Білоруська РСР — в 1945 році увійшла, нарівні з СРСР і Українською РСР, в число засновників і перших членів ООН.
Після розпаду СРСР Білорусь є членом таких міждержавних утворень:
- Співдружність незалежних держав,
- Союзна держава Росії та Білорусі,
- Організація договору про колективну безпеку,
- Євразійське економічне співтовариство,
- Єдиний економічний простір,
- Організація з безпеки і співробітництва в Європі,
- Програма НАТО «Партнерство заради миру»,
- Рада північноатлантичного співробітництва,
- Міжнародний валютний фонд,
- Всесвітній банк
- Рух неприєднання.

Під час офіційного візиту в Китай в грудні 2005 президент Білорусі Олександр Лукашенко заявив, що Республіку Білорусь найближчим часом може бути прийнято в Шанхайську організацію співпраці. Про підтримку такого кроку, за словами президента, заявили всі країни ШОС.

## Білорусь і європейські організації
У грудні 1991 незалежна Білорусь була визнана Європейськими співтовариствами, і на перших етапах відзначався сталий розвиток відносин між Білоруссю та ЄС. У 1995 було підписано Угоду про партнерство та співробітництво (Partnership and Cooperation Agreement) у політичній, економічній та торговельній царинах. Білорусь одержувала значну допомогу в рамках програми TACIS та іншими каналами. Одначе розвитку відносин між Білоруссю і ЄС завадили деякі заходи керівництва Білорусі, сприйняті на Заході як утиск демократії. Євросоюз відмовився визнати зміни в Конституції Білорусі 1994 року, внесені в 1996 році. 1997 року Рада Міністрів ЄС відмовилася подовжити договір про партнерство і співробітництво та підтримати вступ Білорусі в Раду Європи; було припинено двосторонні відносини на міністерському рівні і заморожено програми технічної допомоги ЄС.
Білорусь втратила статус спеціально запрошеного члена в Асамблеї Ради Європи. Це рішення було викликано тим, що Парламентська асамблея Ради Європи визнала проведені в Білорусі в 1997 році вибори недемократичними, а тиск на опозицію — незаконним.
1998 року мав місце інцидент у Дроздах, коли дипломатичні представництва були виселені зі своїх резиденцій, що також відіграло свою роль у погіршенні взаємин з Європою.
У травні 2005 у Польщі відбувся саміт Ради Європи, де активно обговорювалося «білоруське питання», проте білоруська делегація — єдина з усіх держав Європи — не була запрошена.
У березні 2005 Євросоюз оголосив про намір безпосередньо фінансувати «формування громадянського суспільства» у Білорусі. 10 березня Європарламент закликав «засудити існуючий білоруський режим як диктатуру». У резолюції Європарламенту пропонується виявити і заморозити особисті активи президента Олександра Лукашенка і найвищих державних службовців, а також розширити список представників білоруської влади, яким заборонено в'їзд в європейські країни. Рішення Європарламенту передбачає створення теле- і радіостанцій для мовлення на Білорусь, в тому ж році починає мовлення Європейське радіо для Білорусі.
Ця резолюція аналогічна документам, ухваленим владою США 2004 року, однак може заподіяти Білорусі серйознішої шкоди, оскільки серед європейських країн є її найбільші торговельні партнери.
26 січня 2006 року на сесії Парламентської асамблеї Ради Європи (ПАРЄ) було ухвалено резолюцію, яка засуджує становище у Білорусі напередодні президентських виборів. Незважаючи на активну підтримку російської делегації, Білорусь знову не отримала статус спеціально запрошеного до Ради Європи (якого вона була позбавлена в 1997), оскільки не виконані чотири умови РЄ: розширення повноважень парламенту, запровадження інституту уповноваженого з прав людини, перегляд Виборчого кодексу і закону про пресу.
ПАРЄ закликала ввести проти Білорусі режим міжнародної ізоляції, що полягає у відмові надавати візи високопоставленим білоруським державним службовцям і водночас намірі полегшити видачу віз простим громадянам. Запропоновано також заморозити всі банківські рахунки та інші фінансові активи президента Олександра Лукашенка і членів його оточення.
Із 26 лютого 2006 року на території Білорусі напередодні президентських виборів почали роботу незалежні європейські теле- і радіостанції, що фінансуються з бюджету ЄС і, відповідно, не контрольовані органами місцевої влади. Крім того, незалежний російський телеканал RTVi отримав європейський грант на підготовку для білоруського аудиторії щоденної 30-хвилинної політичної передачі. Всі програми виходять російською і білоруською мовами.
Євросоюз виділив на незалежне мовлення в Білорусі близько 2 млн доларів. Програми, що фінансуються Євросоюзом, продовжують виходити в ефір і після президентських виборів 19 березня.

## Білорусь і ГУУАМ
22 квітня 2005 учасники саміту ГУУАМ також заявили про намір розвивати демократію у  Білорусі.
Президент Грузії Михайло Саакашвілі поскаржився, що в Білорусі «немає демократії і свободи», та підкреслив, що білоруський народ «має право на вільний вибір» і європейський розвиток.
З твердою заявою виступив президент  Литви Валдас Адамкус: «Президент Лукашенко все швидше і швидше рухається до  автократії, самоізольованості як держави, так і білоруського народу».

## Білорусь і Польща
Відносини між Білоруссю і Польщею в 2005 році, після «помаранчевої революції» в  Україні, враховуючи ту роль, яку відіграв тоді президент Польщі Олександр Кваснєвський, погіршилися.
У травні 2005 Білорусь звинуватила одного з польських дипломатів в «активних діях, спрямованих на дестабілізацію білоруського суспільства». У відповідь Польща підготувала список білоруських посадовців, яким буде заборонено в'їзд на територію Польщі.
Причиною конфлікту стало громадське об'єднання «Спілка поляків Білорусі» (СПБ), яке об'єднує близько 20 тисяч осіб. У березні 2005 на зборах СПБ було зміщено її колишнього керівника, лояльного до керівництва Білорусі, після чого Спілка поляків Білорусі зазнала масованого тиску з боку влади, яка звинуватила керівництво Польщі, що фінансувало проведення з'їзду СПБ, і посольство цієї країни у «підривній діяльності» проти Білорусі. Міністерство юстиції Білорусі відмовилося затвердити результати з'їзду СПБ, яка обрала своєю головою Анжеліку Борис. Польський сейм висловив своє невдоволення діями білоруської влади, що було сприйнято у Білорусі як спроба втручання у внутрішні справи. Подальший розвиток подій призвів до дипломатичного конфлікту.
22 липня МЗС Білорусі заявило, що «дії, які вчиняються … польською стороною, свідчать про свідоме проведення Польщею лінії, спрямованої на згортання білорусько-польських відносин … така лінія польської сторони свідчить або про викривлене розуміння нею своєї ролі нового члена ЄС, або про несамостійність її зовнішньої політики».
У той же день стало відомо про закриття білоруського представництва польського наукового фонду «Діалог».
У серпні 2005 року новим головою білоруської Спілки поляків на вимогу білоруського уряду було обрано пенсіонера Юзефа Лучника. Багато активістів спілки зазнавали адміністративних арештів за звинуваченням в участі у несанкціонованих акціях протесту. Конфліктна ситуація зі «Спілкою поляків Білорусі» стала однією з причин білорусько-польського дипломатичного конфлікту. За кілька місяців сторони вислали по три дипломати, а Польща навіть відкликала свого посла в Білорусі для консультацій.
11 грудня 2005 радникові польського прем'єр-міністра Міхалу Дворчику, який займається питаннями зв'язків зі співвітчизниками за кордоном, було відмовлено у в'їзді у Білорусь. Білоруські прикордонники повідомили Дворчику, що він є особою, небажаною у Білорусі.
Черговий шпигунський скандал з польськими дипломатами розгорівся напередодні реєстрації кандидатів у президенти Білорусі і початку агітаційної кампанії.
7 лютого 2006 року в щоденній програмі Білоруського державного телебачення «Коментар дня» якийсь співробітник управління контррозвідки КДБ звинуватив посольство Польщі в Білорусі в тому, що там довгий час діє резидентура польських спецслужб, яка, використовуючи дипломатичний імунітет, здійснює легальну розвідку, проводить збір інформації про становище в організаціях етнічних поляків, готує джерела впливу і проводить інші дії, спрямовані на втручання у внутрішні справи Республіки Білорусь.
Тут же начальник центру інформації і громадських зв'язків КДБ Республіки Білорусь Валерій Надтачаєв пов'язав активізацію «представників іноземних спецслужб, працівників диппредставництв і співробітників різних іноземних неурядових організацій та фондів» з майбутніми президентськими виборами.
За офіційними даними, в Білорусі проживає близько 450 тис. етнічних поляків — це друга за чисельністю національна меншина Білорусі після росіян. Союз поляків Білорусі здійснює культурні та освітні програми, які фінансуються Польщею. У його віданні, зокрема, перебувають дві польські школи.
Польща входить до складу робочої групи для координації дій щодо Білорусі, створення якої було погоджено прем'єр-міністрами Польщі, Литви, Латвії і України (докладніше див. #Білорусь і Литва)

## Білорусь і Росія
Росія залишається найбільшим і найважливішим партнером Білорусі як у політичній, так і в економічній сферах. Після затяжних суперечок і невдач у березні 2001 р. було об'єднано митні системи обох країн, але незабаром митниці було відновлено. Що стосується торгівлі, то майже половина білоруського експорту йде в Росію. Через структуру білоруської промисловості Білорусь сильно залежить від Росії як відносно експортних ринків, так і щодо постачання сировини і комплектуючих. Після вступних переговорів з Російським центральним банком про валютний союз було домовлено про запровадження у Білорусі в 2004 році російського рубля, але це переносилося спочатку на 2005, а потім на 2006 рік, і тепер, як здається, відкладено на невизначений строк.

## Білорусь і Україна
За заявами українських і білоруських політиків, Україну і Білорусь об'єднує дуже багато — історія, культура, родинні зв'язки. Білоруси і українці століттями жили разом у мирі та злагоді.
Президент Білорусі Олександр Лукашенко під час президентських виборів в Україні 2004 року довгий час ніяк не виказував свого ставлення до основних кандидатів на пост президента. Однак він одним із перших серед президентів пострадянського простору, відразу ж після оголошення результатів голосування, привітав Віктора Януковича з перемогою, а після «помаранчевої революції», яка затвердила перемогу Віктора Ющенка, висловився з позиції підкреслено доброзичливого нейтралітету, прокоментувавши результати кампанії таким робом: «Я не став би драматизувати події. Україна обрала проукраїнського президента … Україна буде йти у правильному напрямку і збереже свої традиційні ринки — Білорусь і Росію». За словами Лукашенка, Віктор Ющенко залишив у нього враження «розсудливої і тямущої» людини з його колишньої роботи в Національному банку і уряді України.
У той самий час події в Україні викликали найжвавішу зацікавленість у білоруської опозиції, багато представників якої побували в Києві та взяли участь у «помаранчевій революції».
Однак Віктор Ющенко практично відразу після своєї перемоги став відкрито заявляти про те, що «український досвід захисту своїх прав може бути актуальним для кожної країни, де права людини розтоптані», маючи на увазі Білорусь. На початку квітня Віктор Ющенко у Вашингтоні підписав спільну українсько-американську заяву «Порядок денний нового століття для українсько-американського стратегічного партнерства», висловивши готовність просувати свободу в країни з «недемократичними режимами»: «Ми підтверджуємо свою прихильність спільній роботі … з підтримки просування свободи в такі країни, як Білорусь і Куба».
Олександр Лукашенко негайно заявив у відповідь: «Підписання відповідної заяви — фактично втручання у внутрішні справи суверенної держави». За його словами, Білорусь має намір вирішувати свої проблеми самостійно — крім того, він нагадав про «державний борг України», який утворився ще в 1992 році в результаті невиконання українськими компаніями комерційних зобов'язань і, за різними оцінками, становить понад 100 млн доларів.
Існує також проблема делімітації кордону між двома країнами протяжністю близько 1000 кілометрів, який було проведено за радянським адміністративно-територіальним поділом та поки що офіційно не узаконено. Ця проблема має істотне значення для України, яка бажає вступити в НАТО. Договір про делімітацію українсько-білоруського кордону було підписано ще в 1997 році і вже ратифіковано українською стороною. Білорусь відмовляється ратифікувати цей договір до врегулювання заборгованості. У зв'язку з розбіжностями між Україною і Білоруссю довгий час не вдавалося провести переговори президентів — зокрема, було скасовано візит Олександра Лукашенка в Україну, призначений на квітень 2006 року.
Міністерство закордонних справ України стверджує, що неврегульованих «державних» обов'язків України перед Республікою Білорусь не існує взагалі відтоді, як 2001 року було проведено реструктуризацію державного боргу України перед офіційними кредиторами в рамках Паризького клубу кредиторів.
Становище ускладнюється тим, що, як заявляв міністр закордонних справ України Борис Тарасюк, українське керівництво має намір зберігати тісні зв'язки з білоруською опозицією.
Що стосується Олександра Лукашенка, то він неодноразово стверджував, що в Білорусі «немає основи для „помаранчевої“ або будь-якої іншої революції», а «кольорові» революції в країнах СНД є «бандитизмом під прикриттям демократії». У відповідь на це українська громадська організація «Пора» закликала заборонити Лукашенку в'їзд в Україну та переглянути українсько-білоруські відносини, а молодіжна організація «Національний альянс» уклала угоду про співпрацю з опозиційним білоруським «Молодим Фронтом» і вже 26 квітня 2005 її представники взяли участь в опозиційній акції у Мінську, де п'ятеро з них були затримані міліцією і засуджені до адміністративного арешту від 10 до 15 діб за порушення громадського порядку. Спроби українського МЗС домогтися їх дострокового звільнення були безрезультатними. Інцидент переріс у серйозний дипломатичний скандал. Білорусь пригрозила закрити своє посольство в Києві у зв'язку з «різким загостренням ситуації навколо його діяльності».
7 травня 2005 президент Лукашенко ще раз закликав Україну займатися своїми власними економічними проблемами і не втручатися у внутрішні справи Білорусі.
1 листопада 2005 український прем'єр-міністр Юрій Єхануров, виступаючи під час візиту в США у Фонді Карнегі (Вашингтон), назвав Лукашенка «талановитим пропагандистом», який «уміє працювати з народними масами». При цьому прем'єр додав, що зараз він розуміє, «чому в 30-і роки німецькі жінки кричали: „Хочу дитину від фюрера!“»
Олександр Лукашенко ніяк не прокоментував висловлювання українського прем'єра, однак МЗС Республіки Білорусь попросив українську сторону пояснити, чи було таке висловлювання прем'єр-міністра України і що він мав на увазі. Через кілька днів міністр закордонних справ України Борис Тарасюк заявив, що слова українського прем'єр-міністра Юрія Єханурова про президента Білорусі хибно витлумачили ЗМІ. Відповідно до офіційної позиції українського МЗС, поширені повідомлення про порівняння Лукашенка і Гітлера у виступі Єханурова є «довільною інтерпретацією ЗМІ».
Україна входить до складу робочої групи для координації дій щодо Білорусі, створення якої було погоджено прем'єр-міністрами Польщі, Литви, Латвії та України (докладніше див. Зовнішня політика Білорусі#Білорусь і Литва).
В економічному відношенні обидві сторони декларують велике бажання рухатись у напрямку структурованого інтенсивного співробітництва, збільшуючи торговельний обіг між країнами. Коли ж ідеться про політику, Білорусь веде подвійну гру на користь Росії, підписуючись під позицією свого потужного сусіда як член Союзної держави: після початку російської агресії проти України Білорусь послідовно займала позицію Росії під час голосування резолюцій Генеральної Асамблеї ООН про порушення суверенітету та прав людини в Україні в 2014 та 2016 роках. У російсько-українському конфлікті Мінськ позиціонує себе перед українцями як сторона, що намагається примирити два сусідні слов'янські народи та всім бажає добра. Президент Білорусі Лукашенко, який у 2017 році двічі за півроку відвідав Київ (26 квітня і 21 липня), своїми заявами постійно розвіює припущення, що Росія може використати територію Білорусі для військового вторгнення в Україну. Він говорить, що «білоруси можуть приїхати до українців лише на тракторах» та пропонує разом будувати трактори, комбайни, ліфти і таке інше. У 2017 році головною складовою діалогу між Києвом та Мінськом була економічна, яка полягала в тому, щоб за два роки вийти на товарообіг у 8 млрд доларів (на той момент було втричі менше). В умовах обмеження економічних зносин між Росією та Україною, у зв'язку з війною на Донбасі та анексією Криму, Білорусь виконує роль посередника, торговельного хабу для взаємозалежних підприємств Росії та України (насамперед у машинобудуванні). Крім безпосередньо торгівлі, Україна зацікавлена в транзиті енергоресурсів: нафти з Азербайджану до нафтопереробних підприємств Білорусі через свою територію, електроенергії з України в Литву через Білорусь, скрапленого газу із LNG-термінала у Клайпеді у зворотному напрямку (Литва імпортує газ зі США). Щоб пожвавити економічні зв'язки, сторони домовились провести до кінця 2017 року два міжрегіональні форуми — в Гомелі та в Житомирі. Сприятливі умови такому прикордонному співробітництву може надати саміт Східного партнерства (листопад 2017 р.) у Брюсселі з порядком денним реформування східноєвропейської політики ЄС.
Міжнародного авторитету Мінську додає розміщення учасників Мінського процесу щодо Донбасу під проводом ОБСЄ.
Незважаючи на переважання економічних проєктів у порядку денному Києва та Мінська, українську сторону перш за все має цікавити самостійність політичної позиції Білорусі, яка дедалі частіше тримається зовнішньополітичного курсу Російської Федерації.

## Білорусь іЛитва
Керівництво Литви надає помітну підтримку білоруським опозиційним силам. Тут діє Європейський гуманітарний університет у вигнанні, який перебазувався на територію Литви в липні 2004 року і отримав офіційну реєстрацію 15 лютого 2005 року. Він фінансується різними американськими і західноєвропейськими фондами. Саме у Вільнюсі навесні 2005 було організовано зустріч білоруських опозиціонерів з держсекретарем США Кондолізою Райс, в ході якої вона заявила, що режим Лукашенка — «остання диктатура Європи». У Литві проводяться курси для білоруських опозиціонерів з учинення ненасильницького опору: масових акцій, пікетів і мітингів. Тут же часто проводяться різні семінари і мітинги. Литва входить до складу робочої групи для координації дій щодо Білорусі, створення якої було погоджено прем'єр-міністрами Польщі, Литви, Латвії та України. Глави урядів чотирьох країн підтримали також ідею «підготовки незалежної радіопрограми білоруською мовою». Ризька радіостанція «Radio SWH» пройшла в наступну частину конкурсу Європейської комісії на право створення радіо- і телепрограми для мовлення на Білорусь. Переможця конкурсу буде оголошено до 21 грудня 2005 року.
У відповідь на це Олександр Лукашенко заявив, що провідні західні держави активно використовують інформаційну інфраструктуру і ресурси «як знаряддя одностороннього просування своїх геополітичних інтересів». «Не можна забувати, що в останнє десятиліття всі конфлікти, розв'язані у світі США та їхніми сателітами, починалися саме з інформаційних атак, із масованих пропагандистських кампаній проти тієї чи іншої країни, наміченої для завдання військового удару», — наголосив він. «Вони намагаються за допомогою ЗМІ та Інтернету маніпулювати масовою свідомістю, дискредитувати неугодні країни, штучно створювати в них передумови для загострення соціальної напруженості, в тому числі з метою зміни влади».
25 листопада 2005 претендент на пост президента Білорусі від опозиції Олександр Мілінкевич зустрівся з президентом Литви Валдасом Адамкусом у Вільнюсі.
Раніше, 26 жовтня, під час свого візиту в Берлін, Адамкус заявив в інтерв'ю німецькій газеті «Die Welt», що не виключає можливості «нападу білоруських військ президента Олександра Лукашенка на Литву». Білоруський МЗС прокоментував ці слова так: «Легко „кинути в спину“ мимохідь канцлеру Г. Шредеру звинувачення у нехтуванні принципами європейської солідарності і складно, при нагоді, уникнути спокуси виявити безтактність щодо свого цілком благополучного сусіда — Республіки Білорусь». Представник МЗС підкреслив, що «Литва повинна бути стурбована не уявною загрозою з боку своїх цілком стабільних і передбачуваних сусідів, а реальною небезпекою для населення всього Балтійського регіону, яка виникає у зв'язку з будівництвом сховища ядерного палива Ігналінської АЕС».
Звернення білоруського МЗС і різко негативні оцінки цих висловлювань у самій Литві змусили Адамкуса терміново «позадкувати». Щоденна газета «Respublika» 31 жовтня опублікувала статтю під назвою «В. Адамкус відмовляється від своїх слів», у якій цитує слова президента, що засуджують журналістів, які нібито «перетворили припущення на політичну проблему».
У грудні 2005 керівництво білоруського КДБ заявило, що виявило іноземні бази білоруських опозиціонерів, які нібито готуються виступити проти влади у період майбутніх президентських виборів. Ці бази, за словами представників КДБ, знаходяться на території Литви, однак ніяких доказів представлено не було.
Ще однією гарячою темою у відносинах двох держав, як уже сказано, був намір Литви створити могильник для ядерних відходів Ігналінської АЕС за 700 метрів від білоруського кордону. Ця станція тоді виводилася з експлуатації, що було однією з умов вступу Литви в Євросоюз. 31 грудня 2004 року було зупинено перший блок, а повністю її зупинено до кінця 2009. У разі прийняття такого рішення, могильник опинявся у безпосередній близькості від білоруського Національного парку «Браславські озера». У безпосередній близькості від Білорусі містилися 4 АЕС: Ігналінська, Чорнобильська, Рівненська і Смоленська.
Білоруська сторона неодноразово заявляла, що виступає проти такого будівництва, оскільки дана місцевість є туристичною, а в розвиток її інфраструктури вкладаються значні матеріальні засоби.
Литовська ж сторона твердила, що це ніяк не торкнеться інтересів Білорусі. Так, 15 листопада 2005 року на прес-конференції в посольстві Литви віце-міністр економіки цієї країни Артурас Дайнюс заявив: «Розміщення могильника ядерних відходів на кордоні Литви і Білорусі не завдасть шкоди розвитку туризму». Навіть голова Громадської організації «Литовський рух зелених» Рімантас Бразуліс в інтерв'ю БелаПАН заявив, що не вважає небезпечним будівництво могильника для захоронення короткочасних мало- і середньоактивних радіаційних відходів.

## Білорусь іЛатвія
Наприкінці листопада 2005 латвійське видання «Вести Сегодня» повідомило, що посол Латвії у Білорусі Майра Мора, виступаючи на засіданні комісії із закордонних справ Сейму Латвії 23 листопада, заявила: "… Лукашенко сидить на бомбі з палаючим запалом: адже він не дав приватизувати підприємства жодному російському олігархові. Білорусь крала російський газ і нафту, Росія взагалі перекрила кран, але чому зараз вона цього не робить? Тому що по периферії Росії пройшли потрясіння, а пан Лукашенко як опудало в саду, яке відлякує Захід ". «Потрібно бути готовими до тривалого існування цього режиму поряд із нами». Проте посол закликала латвійських депутатів «продовжувати будь-яку допомогу опозиції».
На адресу МЗС Латвії посольство Білорусі направило ноту з вимогою роз'яснення, а в комісію із закордонних справ сейму — лист із проханням про надання стенограми дискусії.
Посла Латвії було відкликано в Ригу для консультацій, а МЗС Білорусі заявило, що очікує додаткових роз'яснень латвійської сторони після повернення посла у Мінськ. 29 листопада з ініціативи латвійської сторони у Мінську відбулася зустріч посла Латвії з представником білоруського МЗС, на якій Майра Мора заперечувала, що під час засідання комісії вона висловлювала критику на адресу Республіки Білорусь та її президента.
Латвія входить до складу робочої групи для координації дій щодо Білорусі, створення якої було погоджено прем'єр-міністрами Польщі, Литви, Латвії та України (докладніше див. Зовнішня політика Білорусі#Білорусь і Литва)
3 серпня 2006 року Латвія відкликала з Білорусі посла Майру Мора для консультацій після того, як 2 серпня латвійське МЗС «за дії, несумісні зі статусом дипломата» оголосило персоною нон грата першого секретаря посольства Білорусі в Ризі Дмитра Краюшкіна, наказавши йому протягом доби покинути територію країни.
Дипломатичний конфлікт почався 25 липня, коли білоруська міліція провела обшук у квартирі другого секретаря посольства Латвії у Мінську Реймі Шмітц, звинувативши його в гомасексуалізмі та розповсюдженні порнографії. Латвія звинуватила Білорусь у порушенні Віденської конвенції 1961 року, яка гарантує недоторканність дипломатів та їхнього житла, і зажадала пояснень, після чого 30 липня по білоруському телебаченню було продемонстровано відеозапис статевих зносин між двома чоловіками, буцімто зроблений прихованою камерою у квартирі дипломата. Як заявили представники ГУВС Мінська, на момент обшуку правоохоронним органам не було відомо, що господар квартири мав дипломатичну недоторканність.
МЗС Латвії направило Білорусі ноту протесту, в якій вимагало офіційних пояснень обшуку у квартирі дипломата. Те, що відбулося, характеризували там як «чергову провокацію в дусі радянського часу проти латвійської держави і її дипломатів».
Відзначалося, що Реймі Шмітц у посольстві Латвії відповідав за контакти з білоруськими опозиціонерами і складав списки учасників міжнародних конференцій у Ризі.

## Білорусь і США
Білорусь займає вигідне геополітичне положення у Східній Європі, тому вона постійно у полі пильної уваги провідних світових політичних сил. На керівництво країни чиниться постійний тиск із боку США, Євросоюзу та ОБСЄ. Головна мета - домогтися зміни внутрішньої політики Білорусі та зміщення диктатора Олександра Лукашенка.
Перші спроби США змінити керівництво Білорусі відносяться приблизно до 2000 року, коли американським послом у Білорусі було призначено досвідченого дипломата Майкла Козака. Він спробував об'єднати порізнену, схильну до сварок білоруську опозицію та переконав її висунути єдиного кандидата на президентських виборах.
Однак восени 2001 року опозиційному кандидату Володимирові Гончарику не вдалося перемогти Лукашенка.
У серпні 2004 року США оголосили про намір добиватися відсторонення від влади президента Білорусі Лукашенка. Позицію США висловив сенатор Джон Маккейн: «Ми будемо боротися за те, щоб Білорусь позбулася тиранії. Зміна режиму президента Лукашенка у Білорусі планується не збройним шляхом, а з допомогою міжнародного тиску».
Слідом за цією заявою американське міністерство фінансів звинуватило білоруський «Інфобанк» у відмиванні грошей  Саддама Хусейна. За даними США, банк займався легалізацією коштів, вторгованих урядом Саддама Хусейна з оборудок, які укладалися у порушення програми ООН «Нафта в обмін на продовольство». Банк і його дочірні фірми, зокрема «Белметаленерго», також використовувалися для закупівлі озброєнь і фінансування підготовки збройних сил Іраку.
6 жовтня 2004 Палата представників Конгресу США одностайно проголосувала за введення економічних санкцій проти Білорусі та її президента особисто.
Ухвалений Конгресом «Акт про демократію у Білорусі» містить довгий список вимог Олександрові Лукашенку:
- Звільнити осіб, позбавлених волі, які утримуються у в'язницях за політичні чи релігійні переконання;
- Відкликати політично мотивовані звинувачення проти опозиціонерів і незалежних журналістів;
- Подати вичерпне пояснення зникнень діячів опозиції і журналістів;
- Припинити репресії проти незалежних ЗМІ, незалежних профспілок, неурядових та релігійних організацій, опозиції;
- Провести у Білорусі вільні і чесні президентські та парламентські вибори відповідно до стандартів ОБСЄ.

Поки ці вимоги не будуть виконані, адміністрації США заборонено надавати Білорусі будь-які позики, кредитні гарантії, страхові виплати, фінансування і будь-яке інше фінансове сприяння, а представникам США у МВФ, Світовому банку та інших міжнародних організаціях пропонується голосувати проти надання будь-якого сприяння Білорусі.
Конгресмени пропонують підключити до санкцій проти Білорусі і інші держави, перш за все європейські.
«Акт про демократію» вимагає від президента США не пізніш ніж через 90 днів після набрання законопроєктом чинності направити в Конгрес спеціальну доповідь про постачання озброєнь і бойових технологій із Білорусі в країни, що підтримують міжнародний тероризм.
У доповіді також повинно бути вказано розміри особистих статків і дано оцінку власності, якою володіють президент Лукашенко та інші білоруські керівники.
21 жовтня Джордж Буш підписав «Акт про демократію у Білорусі». Таким чином, економічні санкції проти Білорусі офіційно вступили в силу. Підписання закону підтверджує, що США мають намір серйозно домагатися відсторонення Олександра Лукашенка від влади.
МЗС Білорусі заявило, що американський акт порушує Декларацію ООН про недопущення інтервенції та втручання у внутрішні справи держав. Представники уряду Білорусі заявили, що санкції їх не лякають, оскільки на США припадає лише близько 3 % обсягу експорту Білорусі.
Спостерігачі відзначали, що політичні заходи, яких вживають США щодо керівництва Білорусі, аналогічні їхнім діям щодо колишніх керівників  Югославії, Афганістану, Іраку. Також відзначалося, що ці заходи могли бути пролобійовані американським ВПК і владою  Польщі, яка розраховувала у зв'язку з тим на істотнішу допомогу США і, зокрема, перабазування на її територію частини американських військ із Німеччини.
13 грудня 2006 представник США Вільям Бренсик підняв питання про ситуацію з правами людини у Білорусі під час закритого засідання в РБ ООН. У той же день сенат США підтримав законопроєкт, у якому закликав президента США запровадити додаткові санкції проти Білорусі.
19 грудня 2006 року посол США у Мінську Керен Стюарт зробила заяву про те, що США не визнають результатів референдуму про створення єдиної держави Росії і Білорусі. Заява прозвучала у відповідь на слова держсекретаря Союзної держави Росії і Білорусії Павла Бородіна, який висловився за проведення референдуму щодо об'єднання двох країн і додав, що 2007 рік буде «вирішальним у справі будівництва єдиної держави».
За словами американського посла, запропонований референдум був би недемократичним: «З урахуванням нинішньої ситуації у Білорусі жоден референдум не може бути проведено так, щоб переконати нас у тому, що він є вільним виявом волі білоруського народу».
12 січня 2007 року Джордж Буш підписав закон, який подовжував іще на два роки санкції щодо Білорусі згідно з «Актом про демократію у Білорусі» 2004 року. Закон, зокрема, санкціонував виділення матеріальних засобів опозиційним білоруським політикам і незалежним ЗМІ. У 2007 році на ці цілі з бюджету США виділено $ 27,5 млн.

## Білорусь і Еквадор
Уряди Білорусі та Еквадору уклали угоду про взаємні безвізові поїздки. Його було підписано у Кіто 20 червня 2014 р., а ратифіковано відповідним законом Республіки Білорусь від 29 грудня 2014 р.

## Білорусь та Ізраїль
Білорусь та Ізраїль встановили дипломатичні відносини у 1992 році. Протягом 90-х років близько 130 тисяч білоруських громадян емігрували в Ізраїль, утворюючи одну з найбільших білоруських емігрантських громад у світі. У вересні 2014 року було підписано угоду про безвізовий в'їзд, що зробило Ізраїль першою країною за межами колишнього Радянського Союзу, з якою Білорусь має безвізовий режим.

## Білорусь і Пакистан
Пакистан тривалий час залишається союзником Білорусі. Відносини зміцнилися після того, як президент Білорусі Олександр Лукашенко відвідав Ісламабад. Пакистан, як повідомлялося, надав безкоштовні послуги з ремонту танків та бронетехніки Білорусі в його корпорації «Heavy Industries Taxila». Країни створили спільний орган із торговельної співпраці, який опікується питаннями, пов'язаними з торгівлею між Пакистаном та Білоруссю.

## Білорусь і Південна Корея
Установлення дипломатичних відносин між Республікою Корея та Республікою Білорусь почалося 10 лютого 1992 року.

## Відносини з іншими країнами
У зв'язку з напруженими відносинами зі Сполученими Штатами та Євросоюзом, а також періодичними спорами на міждержавному рівні з Росією щодо цін на основні імпортні природні ресурси, такі як нафта і газ, Білорусь прагне розвивати кращі відносини з країнами інших регіонів, таких як Близький Схід, Азія та Латинська Америка.